# سفارة إيران في أذربيجان
سفارة إيران في أذربيجان هي أرفع تمثيل دبلوماسي لدولة إيران لدى أذربيجان. تقع السفارة في باكو وهي تهدف لتعزيز المصالح الإيرانية في أذربيجان.

## وصلات خارجية
- قائمة سفارات إيران
- قائمة السفارات في أذربيجان